# Municipio de Old Fort
El municipio de Old Fort (en inglés: Old Fort Township) es un municipio ubicado en el  condado de McDowell en el estado estadounidense de Carolina del Norte. En el año 2010 tenía una población de 4.122 habitantes.

## Geografía
El municipio de Old Fort se encuentra ubicado en las coordenadas 35°38′46.43″N 82°9′45.41″O / 35.6462306, -82.1626139.